# Manouk van der Meulen
Manon Hélene (Manouk) van der Meulen (Rotterdam, 2 april 1961) is een Nederlands actrice.

## Levensverhaal

### Opleiding
Van der Meulen werd geboren in Rotterdam. Na de basisschool volgde ze het atheneum aan het Kennemer Lyceum in Overveen. Hierna volgde Van der Meulen een toneelopleiding bij Studio Herman Teirlinck in Antwerpen en volgde de Acting Masterclass bij Warren Robertson in New York, Delia Salvi en Jack Waltzer, in Londen in de Actor Centre. 

### Film
In 1982 debuteerde de actrice in de speelfilm Sprong naar de liefde van regisseur Bas van der Lecq. Begin jaren tachtig volgden hoofdrollen in Moord in extase en De boezemvriend. Ze debuteerde op het toneel met de rol van Amanda in 'Leocadia' van Jean Anouilh met Mary Dresselhuys en Huub Stapel. Tegelijkertijd speelde ze in de tv-series 'Het Wassende Water' en 'M.S. de Weereld'. Van der Meulen verwierf in 1989 landelijke bekendheid met haar rol als Monique Starrenburg in de dramaserie Spijkerhoek. Ze speelde meerdere hoofdrollen in de minimal movies van Pim de la Parra, zoals 'Lost in Amsterdam', 'Max, Laura, Henk en Willie' en 'Dagboek van een zwakke Yogi'. Naast Jeroen Krabbé en de Amerikaanse acteur Tom Hulce uit 'Amadeus' vertolkte ze de vrouwelijke hoofdrol in de internationale productie 'The Shadowman' van de Poolse regisseur Pjotr Andrejev.

### Televisie
In 1986 speelde zij Sonja in de videoclip "Sonja van Veen" van Brigitte Kaandorp. Na een korte gastrol in de dramaserie Vrouwenvleugel werd Van der Meulen in de zomer van 1993 gecast voor de rol van Daphne Simons in de publieke soapserie Onderweg naar Morgen. In 1996 emigreerde ze naar Londen. In Engeland speelde ze enkele gastrollen in televisieseries, onder andere in A Touch of Frost en 'Close Relations'.
Van der Meulen keerde in 2001 terug naar Nederland en er werd haar een rol in de dramaserie Bon bini beach aangeboden. Met bijna hetzelfde productieteam werd aansluitend de 18-delige dramaserie 'De Erfenis' in Curaçao opgenomen. In de tweede helft van het eerste decennium speelde ze gastrollen in Wallander, Vrijland en Levenslied, Baantjer en Dankert en Dankert.

### Zweden
Vanaf 2004 woont Van der Meulen in Malmö in Zweden en volgde de opleiding 'Trappan' in Göteborg.
Ze stond in 2007 in Zweden op het toneel in 'De Drie Zusters' van Anton Tsjechov en 'De Sterkere' van August Strindberg.

### Boek
In november 2019 kwam haar boek “De rode draagdoek” uit.

### Overige
In 2013 was ze weer terug op het toneel in Nederland met het drama 'Eindeloos', en werkte met de Duitse regisseur Kai Zastrow aan de film 'The Lucky One Lost'.  Van der Meulen was in 2014 te zien in de Net5-comedy 'Fashion Planet' waar ze de rol van Rebecca Johanson vertolkte. In 2015 presenteerde ze de documentaire 'In het spoor van Nichiren'; de opnames hiervan vonden plaats in Japan.
Manouk schreef voor het Algemeen Dagblad de column 'London Calling' en voor Nouveau 'Hart en Ziel'; ook schreef ze reisartikelen voor de Viva en de Nieuwe Revu. In 1996 werd haar novelle 'Zingend Riet' uitgegeven.

## Films en televisieseries
- Sprong naar de liefde (1982) - Monique
- De Boezemvriend (1982) - Sophie, dochter van de kolonel
- Moord in extase (1984) - Monique
- De Weereld, 1984, Marijke

- Het wassende water (1986) - Saartje
- Zoeken naar Eileen (1987) - Hoertje
- De schoorsteenveger (1987)
- Donna Donna!! (1987) - Patiënte
- Shadowman (1988) - Monique
- Spijkerhoek (1989-1991) - Monique Starrenburg
- Lost in Amsterdam (1989) - Laura Binger
- Rust roest (1989) - Zuster Koosje
- Max & Laura & Henk & Willie (1989) - Laura
- De nacht van de wilde ezels (1990) - Mathilde Vanessen
- Passagiers (1990)
- Gifted (1990) - Model
- Het Phoenix mysterie (1990) - Malou
- State of Mind (1992) - Barbara
- Fear an Desire (1992) - Emanuelle Uleidi
- Rooksporen (1992) - la femme
- Dagboek van een zwakke yogi (1993) - Audrey van Romondt
- Vrouwenvleugel (1993) - Froukje Lok
- Onderweg naar morgen (1994) - Daphne Couwenberg-Reitsema-Simons (1994-1996,1997-1998, 2001-2002, 2004)
- Een kleine Nachtmerrie (1995) - Marjolein Vroegop
- Hufters & hofdames (1997) - Esthers moeder
- Close Relations (1998) - Kaatya
- De Boekverfilming (1999) - zichzelf
- A Touch of Frost (Keys to the car) (1999) - Marijke Hoogenbloem
- Rent a Friend (2000) - Mevrouw Pieters
- Bon bini beach (2002) - Esmee
- R.I.P. (2003) - Woman
- De Erfenis (2004) - Elise Heydecoper
- Baantjer (De Cock en de moord op Arie Bombarie) (2004) - Ellen Monnickendam
- Wallander (Afrikanen (De Afrikaan)) (2005) - Vrouw met hond
- Paid (2005) - Anna
- Levenslied (2011) - Natalie Lopez
- Fashion Planet (2014) -  Rebecca Johansson

- The lucky one lost, Kai Zastrow Katharina
- In het spoor van Nichiren, The Mother of Oto
- Disconnected (2019) - Maria de Claire